# Teratausta
Teratausta là một chi bướm đêm thuộc họ Crambidae.